# Oxidatietoestand

Oxidatietoestand van ilmeniet.

De oxidatietoestand (ook wel oxidatiegetal,  oxidatiegraad, oxidatietrap of oxidatieniveau) is de mate waarin een atoom in een chemische verbinding geoxideerd is. Het is met name de hypothetische elektrische lading die het atoom in kwestie zou verkrijgen indien alle bindingen met de atomen van een andere elementsoort in die chemische verbinding 100% ionair zouden zijn.
Twee atomen kunnen een binding vormen door elk een elektron af te staan voor een gemeenschappelijk elektronenpaar. Het elektronenpaar bevindt zich gemiddeld altijd dichter bij een van de twee atomen, namelijk, bij het meest elektronegatieve. Dit geldt niet wanneer het twee exact dezelfde atomen betreft in een symmetrische molecuul (zoals dizuurstof): er treedt geen interne ladingsherverdeling op in het molecuul en dus bezitten de atomen oxidatietoestand 0. Deze voorkeur voor elektronegatieve waarden leidt onder andere tot de verdringingsreeks der metalen.

## Bepaling van de oxidatietoestand
Om het oxidatiegetal te bepalen wordt aangenomen dat dit elektronenpaar zich geheel bij het atoom bevindt met de hoogste elektronegativiteit. Omdat het atoom nu een elektron meer heeft dan het zonder de binding zou hebben, is het atoom eenwaardig negatief geladen. Voor de berekening van het oxidatiegetal (het atoom waar de elektronen van het elektronenpaar het verst van verwijderd stonden krijgt logischerwijs een eenwaardige positieve lading toegekend). Vervolgens wordt dit voor iedere binding aan een atoom gedaan, en deze getallen worden bij elkaar opgeteld. Dit levert een getal op tussen de −7 en de 7. Deze worden vaak weergegeven in Romeinse cijfers, dit in tegenstelling tot de valentie. 
Indien elektronen opgenomen worden treedt het atoom op als een oxidator maar indien het elektronen afgeeft, treedt het atoom op als een reductor, dit zijn beide kanten van de zogenaamde redoxreactie. Edelgassen hebben oxidatietrap 0 (behoudens uitzonderlijke gevallen). Veel elementen kunnen meerdere oxidatietoestanden hebben. Bijvoorbeeld zwavel kan één of twee elektronen opnemen (reageert als oxidator): de oxidatietoestand van zwavel verandert dan van 0 naar −I of −II. Zwavel kan echter ook twee, vier of zes elektronen afstaan (reageert als reductor), waardoor de oxidatietoestand verandert van 0 naar +II, +IV of +VI. De oxidatietoestand kan dus positief of negatief zijn. 
Bij overgangsmetalen kunnen verschillende oxidatietoestanden voorkomen. Vooral voor die elementen wordt het begrip valentie ook nog gebruikt (divalent ijzer voor Fe2+ en trivalent ijzer voor Fe3+) De oxidatietoestand is in de coördinatiechemie erg belangrijk. Deze wordt dan mede bepaald door de liganden. 

Oxidatietoestanden van overgangsmetalen. Vaak voorkomende oxidatietoestanden zijn weergegeven door egaal rood gekleurde bolletjes, toestanden die alleen onder speciale omstandigheden optreden zijn weergegeven door witte bollen met een rode rand.